# Psilocin
Psilocin známý také jako 4-hydroxy-N,N-dimethyltryptamin, 4-hydroxy-DMT, 4-HO-DMT je psychoaktivní látka obsažená v některých druzích hub, například rodu lysohlávka. Tyto houby také obsahují psilocybin, který se v těle rozkládá na psilocin a kyselinu fosforečnou.